# Palacio Liechtenstein
El palacio Liechtenstein es un palacio barroco que se encuentra en Rossau, hoy integrado en la ciudad de Viena, en el distrito de Alsergrund. Conserva las colecciones del Museo Liechtenstein y pertenece a la casa de Liechtenstein.

## Historia

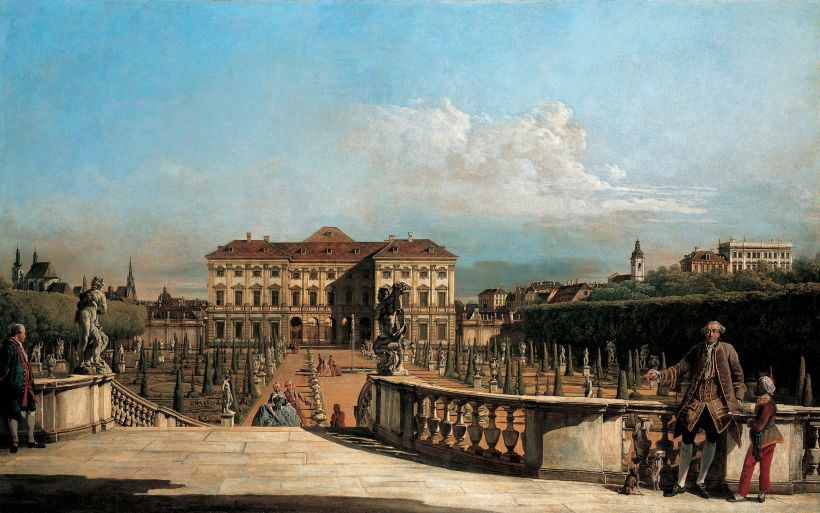
El palacio Liechtenstein de Canaletto

El príncipe Jean-Adam de Liechtenstein adquirió en 1687 un parque con prados al conde Weikhard von Auersperg. A continuación, hizo construir un palacio al sur de la propiedad, así como una cervecería al norte de sus tierras agrícolas, en la localidad de Lichtental. El príncipe recibió en 1688 varias propuestas, como la de Fischer von Erlach, que desechó por su falta de funcionalidad. Aceptó, sin embargo, la de Domenico Egidio Rossi, a quien se debe el edificio. Este último fue reemplazado en 1692 por Domenico Martinelli. Los trabajos de construcción fueron terminados hacia 1700. Los frescos del salón de Hércules pertenecen a Andrea Pozzo, asistido por Christoph Tausch. Los de la entrada son obra de Johann Michael Rottmayr, con estucos de Santino Bussi. Este último trabaja igualmente en las dos escaleras, al salón de mármol, la galería y otras seis salas del palacio por dos mil doscientos florines.
Entre 1805 y 1938, la familia principesca de Liechtenstein mostró sus colecciones de cuadros y de arte en un museo abierto al público en un ala del palacio. En 1980 dicho espacio fue alquilado a un museo de arte moderno, que en 2001 se trasladó al Museumsquartier de la capital austríaca.
El museo Liechtenstein abre finalmente sus puertas el 29 de marzo de 2004, presentando al público las colecciones de la familia principesca que reagrupan cinco siglos de arte.

## Jardín
El jardín está dibujado a la francesa con un sabor barroco. Los jarrones y las estatuas son de Giovanni Giuliani según los dibujos de Giuseppe Mazza. Fue rehecho en estilo clásico por Joseph Kornhäusel en 1820. En la fachada del palacio, se encuentra el orangerie, que da sobre la Fürstengasse, construida en 1700.

## Ilustraciones

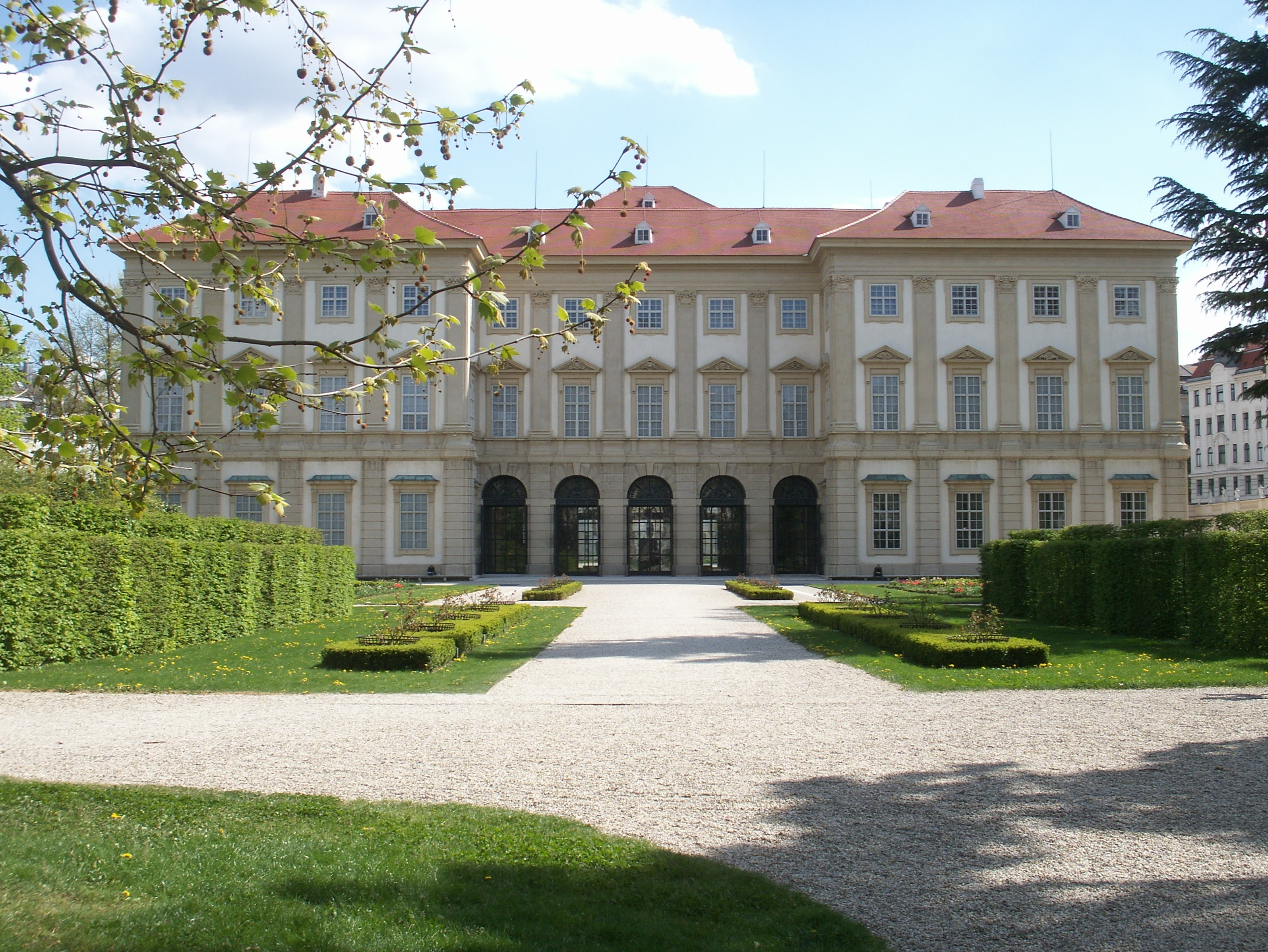
Fachada lateral del jardín
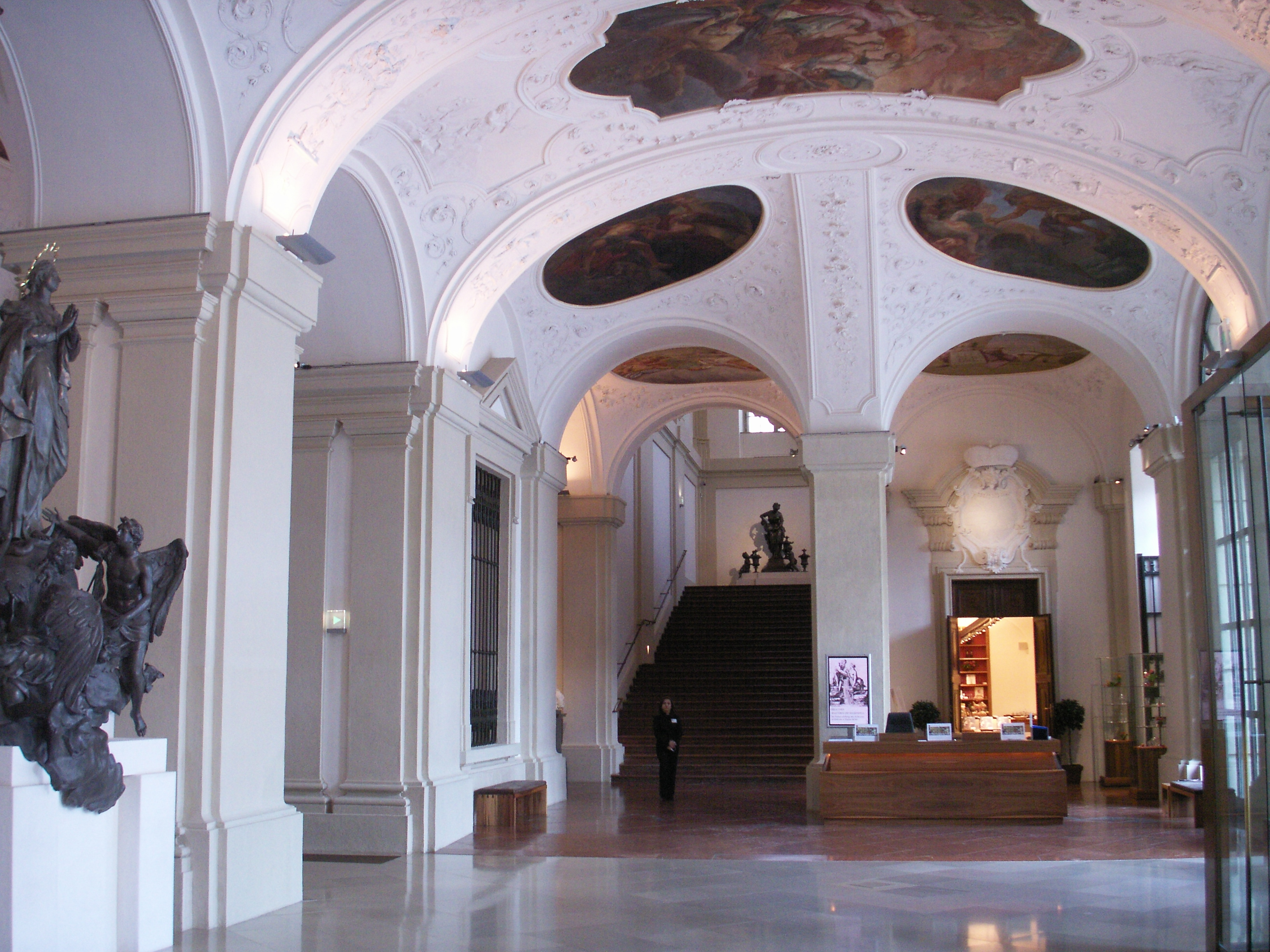
Salón del palacio
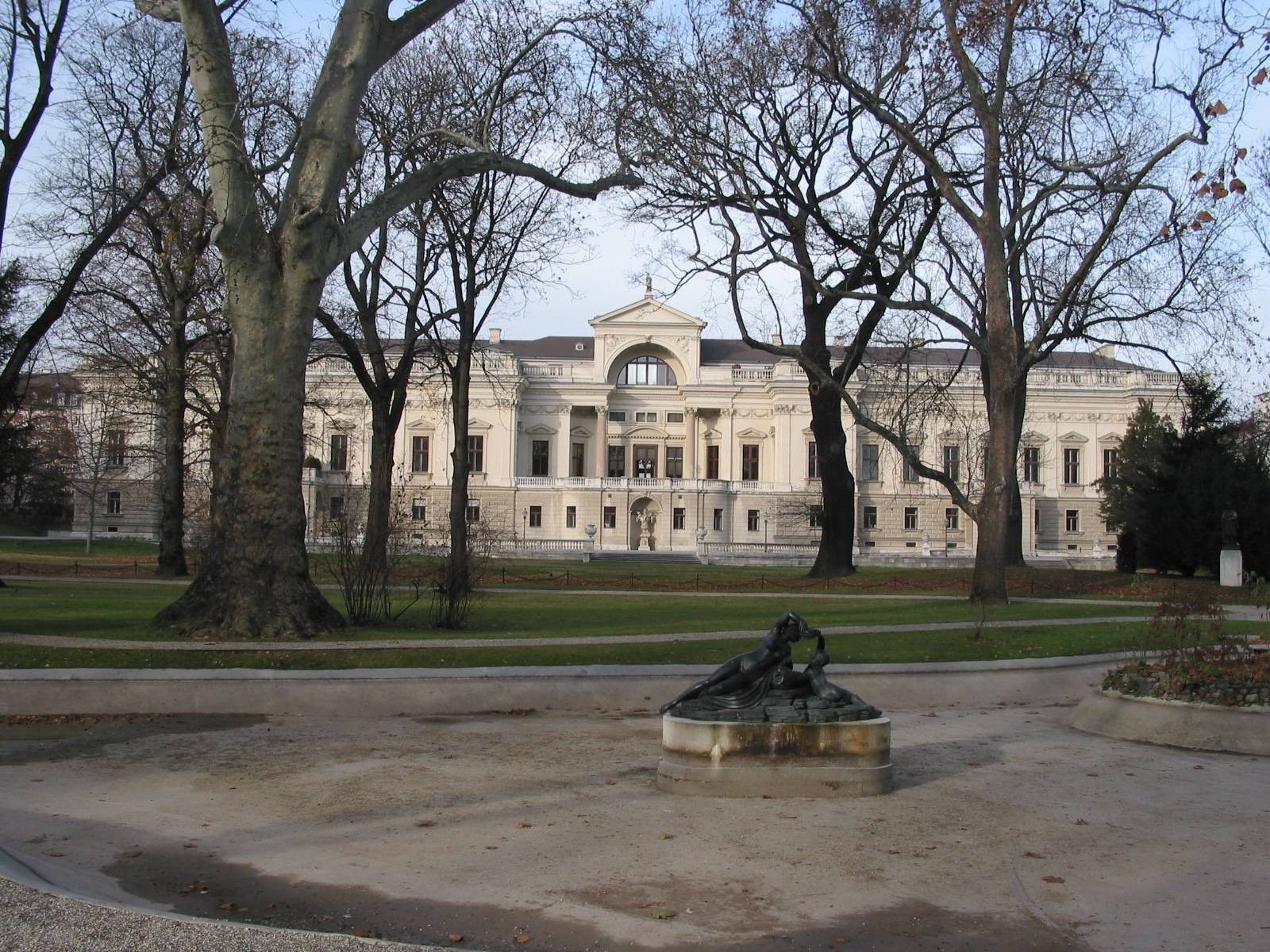
Fachada de Heinrich von Ferstel